# La Torre Oscura VI: canción de Susannah
Canción de Susannah es la sexta novela en la serie de La Torre Oscura, de Stephen King. La novela fue nominada a los Premios Locus como Mejor Novela Fantástica en 2005.

## Argumento
Situándose principalmente en nuestro propio mundo (en la ciudad de Nueva York y en el pueblo de East Stoneham, en Maine), este libro continúa donde Lobos del Calla quedó, con el ka-tet recibiendo ayuda de los Manni para abrir el portal mágico dentro de la Cueva de la Puerta. El ka-tet es dividido por la puerta, o quizás por el ka, y es enviado a diferentes "dóndes" y "cuándos" para que cumplan con diferentes objetivos esenciales, conectados a su búsqueda de la misteriosa Torre Oscura.
Susannah Dean se encuentra parcialmente atrapada en su propia mente por Mia, el antiguo demonio y ahora una mortal a punto de parir que se ha apoderado del control de su cuerpo poco después de la batalla final en Lobos del Calla. Susannah y Mia, con su cuerpo compartido aunque casi todo el bajo control de Mia, se escapan al Nueva York de 1999 a través del portal mágico en la Cueva de la Puerta, con ayuda de la Trece Negra. Mia cuenta a Susannah que hizo un trato faustiano con el Hombre de Negro, también conocido como Walter, renunciando a su inmortalidad demoníaca a cambio de ser capaz de dar a luz a un niño. Sin embargo, técnicamente hablando, este niño es el descendiente biológico de Susannah Dean y Roland, el pistolero. La "semilla" de este último fue pasada a Susannah a través de un demonio que tuvo sexo con ambos. Pero el parentesco técnico de su niño poco importa a Mia, porque el Rey Carmesí le ha prometido de que ella será la única encargada de criar a Mordred, la criatura, durante la primera parte de su vida (en el tiempo previo a que el fatal destino que el Rey previó para el niño llegue). Todo lo que Mia debe hacer ahora es llevar a Susannah al restaurante Dixie Pig para dar a luz al niño bajo el cuidado de los hombres del Rey Carmesí.
Jake, Acho y el Padre Callahan siguen a Susannah a la ciudad de Nueva York de 1999 para salvarla del peligro en el que Mia la ha puesto al llevarla bajo la custodia de los secuaces del Rey Carmesí. Además, el ka-tet teme por el peligro que el propio niño representa para Susannah. Todavía desconociendo los orígenes biológicos de esta criatura, el ka-tet cree que de alguna manera debe ser demoníaco y que podría tener la habilidad de activarse y dañar a su madre o sus madres. Mientras, en Nueva York, Jake y Callahan esconden a la Trece Negra en el World Trade Center. Está implícito en el texto que la bola será destruida cuando las torres caigan en los ataques del 11 de septiembre de 2001. 

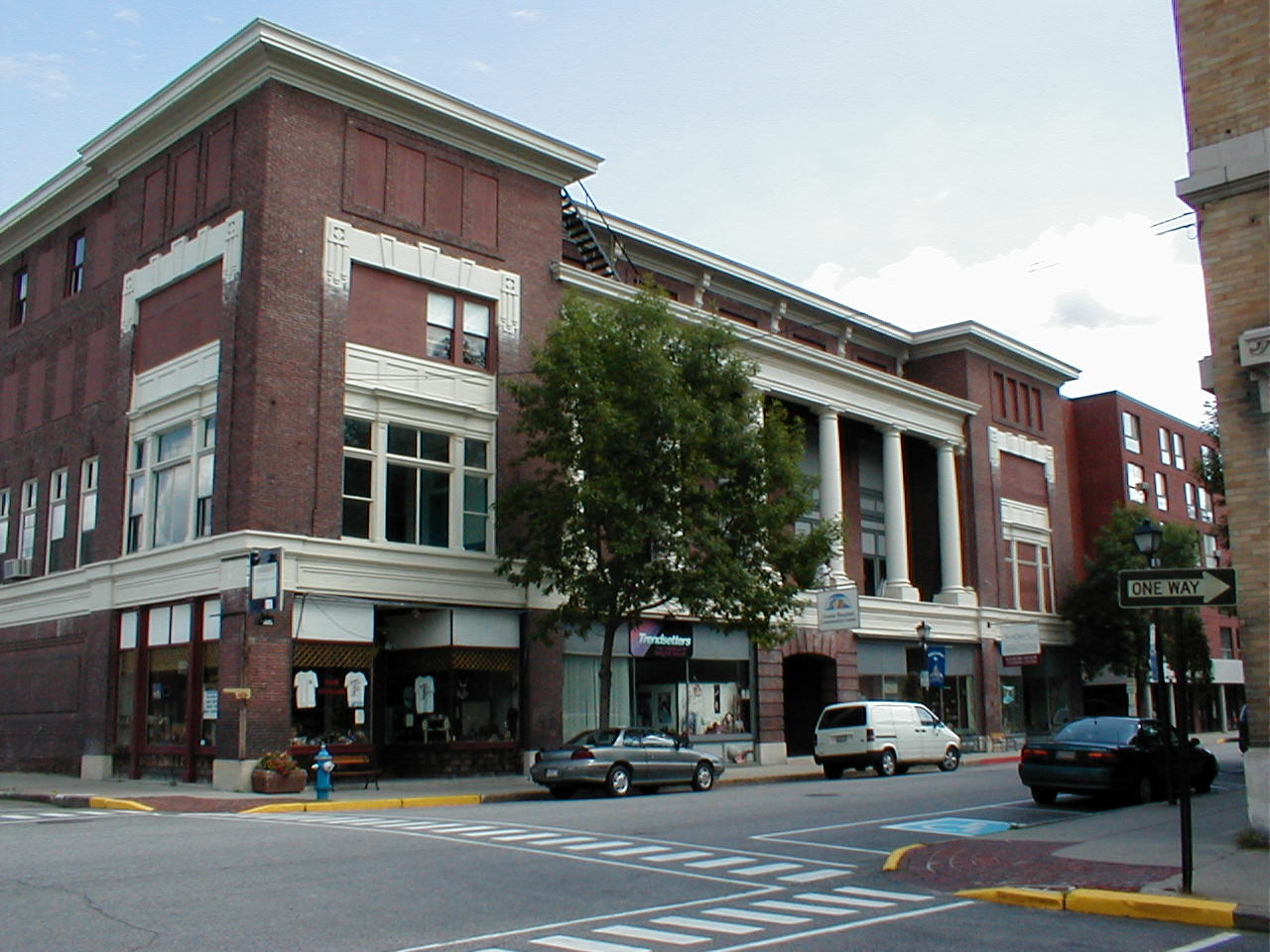
Parte de la trama tiene lugar en el Condado de Oxford, Maine

Mientras Susannah, Jake y Callahan están en Nueva York, Roland y Eddie Dean son enviados a Maine en 1977 por la puerta mágica, con el objetivo de asegurarse ser propietarios de un solar vacante en Nueva York, que pertenece a un hombre llamado Calvin Torre (quien aparece por primera vez en Las Tierras Baldías como el propietario del Restaurante de la Mente de Manhatan, donde vende a Jake una copia de Charlie el Choo-Choo, un libro que resultó ser importante en la búsqueda del ka-tet). Los pistoleros han visto y sentido el poder de una rosa que se encuentra en el solar vacante y sospechan que es una especie de eje secundario del universo, o probablemente incluso una representación de la propia Torre Oscura. El ka-tet cree que la misma Torre se encuentra vinculada a la rosa y será perjudicada (o inclusive caerá) si le ocurre algo malo a la rosa, siendo la razón de esto el hecho de que la Torre Oscura y la Rosa están de alguna manera conectadas, siendo ambas imágenes muy similares en la serie. Calvin Torre se encuentra en Maine escondiéndose de los hombres de Enrico Balazar (ver La llegada de los tres), quienes casi han logrado obligarlo violentamente a que les venda el solar. Torre ya se había resistido, con la ayuda de Eddie Dean (ver Lobos del Calla). A su llegada a Maine, los pistoleros se encuentran con una emboscada hecha por estos mismos hombres, liderados por Jack Andolini. Los hombres de Balazar fueron alertados sobre el potencial paradero de Roland y Eddie por Mia, quien esperaba que se encargaran de las personas que consideraba como una amenaza para su niño. Roland y Eddie escapan de este ataque con la ayuda de un astuto hombre local, John Cullum, a quien consideran un salvador puesto en su camino por las maquinarias del ka.
Luego de cumplir con su objetivo principal, hacer la escritura de la adquisición del solar vacante por la Tet Corporation, Roland y Eddie conocen que se encuentran cerca de donde se ubica la casa de Stephen King. Ellos ya están familiarizados con el nombre del autor, luego de poseer una copia de su novela El misterio de Salem's Lot en el Calla, y deciden hacerle una visita. La presencia de King, en relación con la Torre Oscura, causa que la realidad que rodea a su pueblo en Maine se convierta en una "raedura". Extrañas criaturas llamadas "caminantes" comienzan a surgir y a abundar en la comunidad. El autor no tiene conocimiento de esto y nunca vio a uno, a pesar de que la mayoría de los caminantes ha estado apareciendo en su propia calle. Durante su visita, el pistolero hipnotiza a King y descubre que el autor no es un dios, pero sí un medio por el que la historia de la Torre Oscura se cuenta a sí misma. Roland también implanta en King la sugerencia de volver a esforzarse para escribir la serie de La Torre Oscura, la cual ha abandonado, adjudicando que hay fuerzas mayores involucradas que intentan evitar que la termine. El ka-tet está convencido de que el éxito de su búsqueda misma depende, de alguna manera, de que King escriba sobre ella a través de la historia.
Mientras tanto, en Nueva York, Jake y el Padre Callahan se preparan para realizar un asalto al Dixie Pig, donde Sussannah se encuentra atrapada por los soldados del Rey Carmesí. Su descubrimiento de la tortuga de marfil que Susannah dejó atrás para ellos les da una débil esperanza de que pueden llegar a tener éxito, a pesar de que Jake está lleno de un fuerte sentimiento de terror y ni Jake ni Callahan particularmente esperan salir vivos del lugar. El libro termina con Jake y Callahan entrando con las armas en alto y Susannah y Mia a punto de dar a luz en Fedic, un pueblo en Thunderclap. Como un agregado, el lector conoce el diario del personaje de Stephen King, que abarca el período desde 1977 hasta 1999. El diario detalla la escritura de King de los primeros cinco volúmenes de la historia de la Torre Oscura. Se dice que el personaje, Stephen King, muere el 19 de junio de 1999.